# Emmanuel Ménard
Pour les articles homonymes, voir Ménard.
Cet article possède un paronyme, voir Emmanuelle Ménard.
 (mars 2024).
- Si vous ne connaissez pas le sujet, laissez ce bandeau (vous pouvez alors contacter les auteurs).
- Si vous supprimez le contenu mis en cause (vous pouvez préalablement contacter les auteurs),

argumentez précisément cette suppression dans la page de discussion
(un manque de référence n'est pas un argument ; une recherche réelle de référence doit avoir été effectuée, être formellement documentée).
Emmanuel Ménard, né en 1968 en Île-de-France, est un comédien et romancier français, auteur de plusieurs romans de littérature populaire : roman policier, roman humoristique, science-fiction.

## Biographie
Emmanuel Ménard a successivement été ingénieur, chargé de recrutement dans l'industrie, professeur de français, proviseur de lycée professionnel et directeur administratif d'une agence artistique spécialisée dans les artistes lyriques. Il a également été journaliste, animateur radio et directeur éditorial des éditions CyLibris, au sein desquelles il a dirigé entre autres une collection Policier et une collection Gay.
Il se consacre aujourd'hui[Quand ?] notamment à une carrière de comédien au cinéma, à la télévision et au théâtre, épaulé par l'agence DS Talents.
Ainsi, il est apparu notamment dans Le Journal d'une femme de chambre, film réalisé par Benoît Jacquot, et dans de nombreuses webséries (Purgatoire, Cluster Agency, I.P.M., Warren Flamel et la malédiction de l'immortalité, Sans Vouloir vous Déranger, Almost Roméo et Juliette, Eleris, ou encore J-5, dont il est le co-créeateur). En 2014-2015, il tient au théâtre le rôle de Henri dans Un air de famille de Agnès Jaoui et Jean-Pierre Bacri.
En 1992, il signe un premier roman policier, La Dernière Victime, qui remporte le prix du roman policier de Cognac. Il fait paraître ensuite d’autres romans policiers.
Il publie aussi C’est toujours moins grave qu’une jambe cassée (1997), un roman, et Il n’est jamais trop tard pour parler d’homosexualité (2002), un essai, deux textes qui abordent de front la question de l'homosexualité.
Un paquebot nommé délire (2000) et Envoyés spécieux (2001) sont  des récits policiers humoristiques.  À l’inverse, Le Sommeil du juste (2002) est un angoissant récit d’anticipation, doublé d’un polar, situé dans un monde futur livré au chaos social.

## Filmographie

### Cinéma
- 2012 : Quai d'Orsay de Bertrand Tavernier : Fumard, diplomate du Quai d'Orsay
- 2014 : Journal d'une femme de chambre de Benoît Jacquot : le bourgeois de l'épicerie
- 2016 : 120 battements par minute de Robin Campillo : le proviseur
- 2017 : Décapitalisation de Pierre Zellner : l'analyste politique Dominique Tusse
- 2019 : Fahim de Pierre-François Martin-Laval : le premier ministre
- 2019 : Anna de Luc Besson : le diplomate
- 2019 : La Belle Époque de Nicolas Bedos
- 2022: Contrebasse de Ellie Pivard

### Télévision
- 2014 : Détectives : l'agent DGSE ripou
- 2016 : Nos chers voisins saison 5 : le patron d'Aymeric Dubernet
- 2016: Clem saison 7: le patron de restaurant
- 2017-2018 : Les Mystères de l'amour saisons 15-16 : l'échographiste
- 2018 : Genius saison 2 (Pablo Picasso) : le Dr Benoît
- 2018 : Mystère à l'Élysée : le collaborateur de Félix Faure
- 2018 : Plus belle la vie : le commissaire Frédéric Berrand

### Fictions audio
- 2021 Le Manuscrit Emprisonné – Réal : Sophie-Aude Picon ; France Inter (rôle : de Lipkine)
- 2021 La Filière (adaptation de la série Ratline) – Réal : Sophie-Aude Picon ; France Inter (2ème rôle : Horst Wächter – voice over)
- 2022 Bessie Coleman, les ailes noires de l'Amérique (Autant en emporte l'histoire) – Réal : Sophie-Aude Picon ; (rôle : René Caudron)
- 2022 Tout seul (série audio indépendante - écrit et réalisé par Guillaume Ribes) – Orlov, le directeur de la prison
- 2023 Leur âme au Diable – Réal : Sophie-Aude Picon ; (rôle : Pr. Maillart)
- 2023 L'infernale dérive du Radeau de la Méduse – Réal : Cécile Laffon ; (rôle : l'Officier)
- 2024 Gino Bartali, roi du vélo et résistant italien (Autant en emporte l'histoire) Réal : Sophie-Aude Picon ; (rôle : Frère Giacomo)

### Web
- 2018 : Sans Vouloir vous Déranger : le père d'Estelle
- 2015 : Cluster Agency : le juge du D9
- 2016 : J-5 : Gaël, le père de famille
- 2017-2018 : Les Souverains saison 2 : le premier ministre
- 2018 : Andrew Bennett saison 1: Alias
- 2013-2018 : Purgatoire saisons 1 à 4 : Cel

### Doublage
- 2022 : Four More Shots Please! (en) : ? ( ? ) (saison 3)
- 2023 : Sans laisser de traces (es) : ? ( ? )

### Théâtre  et mise en scène
- 2018: Orfeo, Claudio Monteverdi (ensemble LES TIMBRES - Festival Musique & Mémoire): Metteur en scène
- 2019 - ... : Il était une nuit, récital théâtralisé (ensemble A BOCCA CHIUSA): Metteur en scène
- 2019 - ... : Le Syndrome d'Orphée, récital théâtralisé (ensemble LES TIMBRES): Auteur et metteur en scène
- 2023: Les Brigands, Jacques Offenbach (troupe OYA KEPHALE): Metteur en scène
- 2024: Mme Favart, Jacques Offenbach (troupe OYA KEPHALE): Metteur en scène
- 2025 : Orphée aux enfers, Jacques Offenbach (troupe OYA KEPHALE) : Metteur en scène

## Œuvres

### Romans policiers
- La Dernière Victime, Paris, Librairie des Champs-Élysées, coll. « Le Masque » no 2084, 1992 ; réédition, Paris, Cylibris, coll. « Cylibris policier », 2002
- Cannibales, Éditions Zulma, coll. « Quatre-bis », 1997
- Un paquebot nommé délire, Montblanc, H & O, coll. « H & O poche », 2000
- Envoyés spécieux, Montblanc, H & O, coll. « Les Heures joyeuses/H & O poche » no 8, 2001

### Science-fiction
- Le Sommeil du juste, Paris, Cylibris, 2000

### Roman
- C’est toujours moins grave qu’une jambe cassée, Montpellier, DLM éditeur, coll. « Un sur dix » no 1, 1997 ; réédition, Montblanc, H & O, coll. « H & O poche », 1999

### Essai
- Il n’est jamais trop tard pour parler d’homosexualité, Paris, La Martinière, 2002

## Distinctions
- Prix du roman policier de Cognac 1992 décerné à La Dernière Victime